# Nostromo (miniserial)
Joseph Conrad's Nostromo – serial będący adaptacją powieści Nostromo autorstwa Josepha Conrada, wyprodukowany przez BBC w koprodukcji z RAI, Televisión Española i WGBH-TV.

## Obsada
- Claudio Amendola – Nostromo
- Colin Firth – Charles Gould
- Serena Scott Thomas – Emilia Gould
- Lothaire Bluteau – Martin Decoud
- Fernando Hilbeck – Don Jose Avellanos
- Albert Finney – Dr Monygham
- Paul Brooke – Kapitan Mitchell
- Joaquim de Almeida – Pułkownik Sotillo